# Handball-Europameisterschaft der Männer 2026
Die 17. Handball-Europameisterschaft der Männer (Eigenbezeichnung Men’s EHF EURO 2026) soll vom 15. Januar bis 1. Februar 2026 in Dänemark, Schweden und Norwegen ausgetragen werden. Der Veranstalter ist die Europäische Handballföderation (EHF).

## Ausrichter
Für die Ausrichtung des Turniers bewarben sich bis August 2021 bei der Europäischen Handballföderation die nationalen Handballverbände Dänemarks, Norwegens und Schwedens als Co-Ausrichter sowie der Schweizerische Handballverband. Die gemeinsame Bewerbung der drei skandinavischen Verbände wie auch die Bewerbung der Schweizer wurden alternativ auch für die Europameisterschaft der Männer 2028 eingereicht.
Auf dem 14. außerordentlichen Kongress der EHF wurde die Austragung am 20. November 2021 an die Verbände aus Dänemark, Schweden und Norwegen vergeben.

## Austragungsorte
Als Austragungsorte gaben die skandinavischen Verbände in ihrer Bewerbung die Jyske Bank Boxen in Herning, Royal Arena in Kopenhagen, Ceres Arena in Aarhus, Sydbank Arena in Kolding, DNB Arena in Stavanger, Unity Arena in Oslo, Bergen ByArena in Bergen, Trondheim Spektrum in Trondheim, Kristianstad Arena in Kristianstad und Malmö Arena in Malmö an. Als Austragungsorte wurden letztlich die Arenen Jyske Bank Boxen in Herning (Vorrundengruppen A und B, Hauptrundengruppe 1, Finalspiele), Nye Fornebu in Oslo (Vorrundengruppe C und D), Malmö Arena in Malmö (Vorrundengruppe E, Hauptrundengruppe 2) sowie Kristianstad Arena in Kristianstad (Vorrundengruppe F) festgelegt.

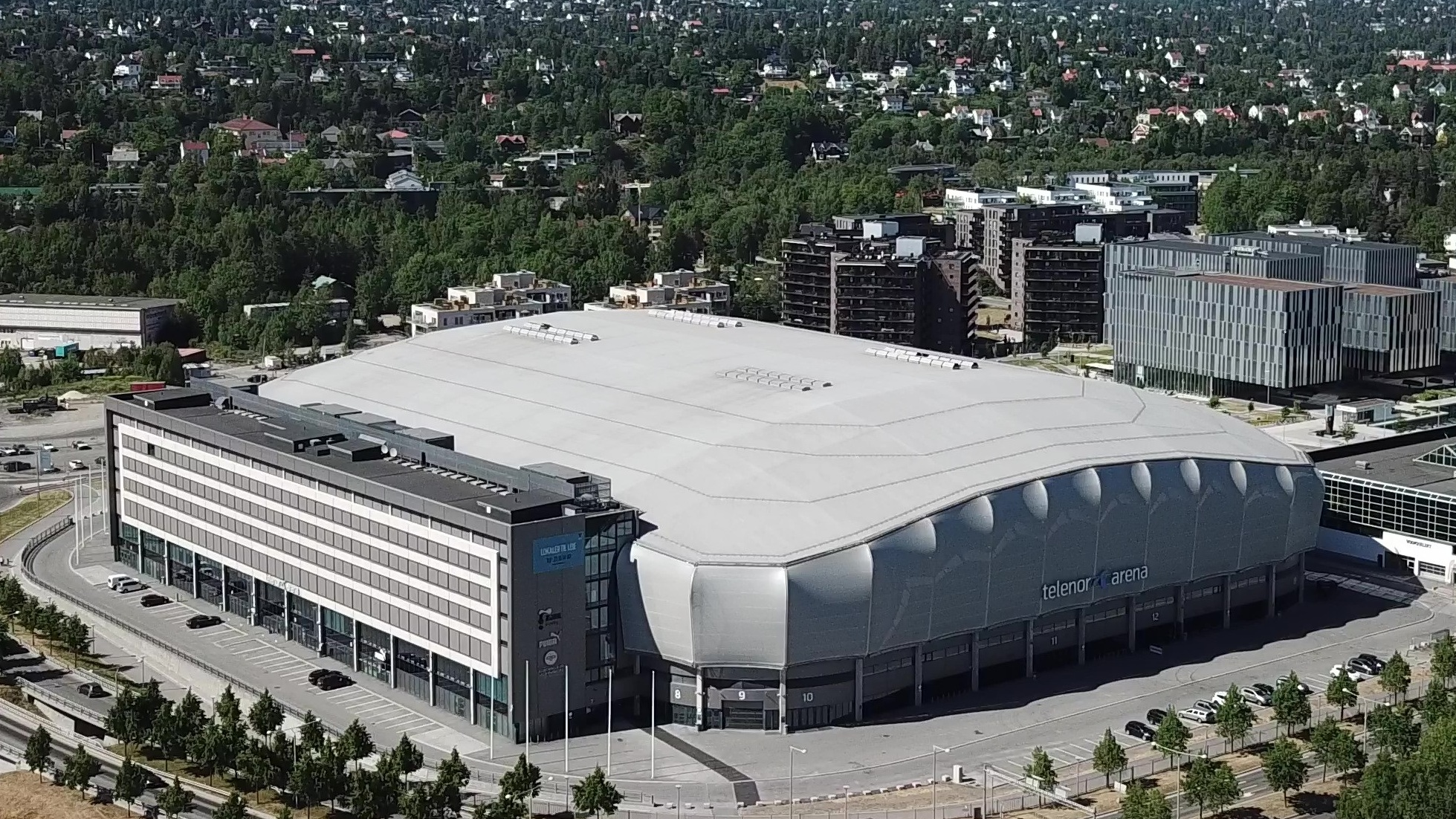
Unity Arena in Oslo
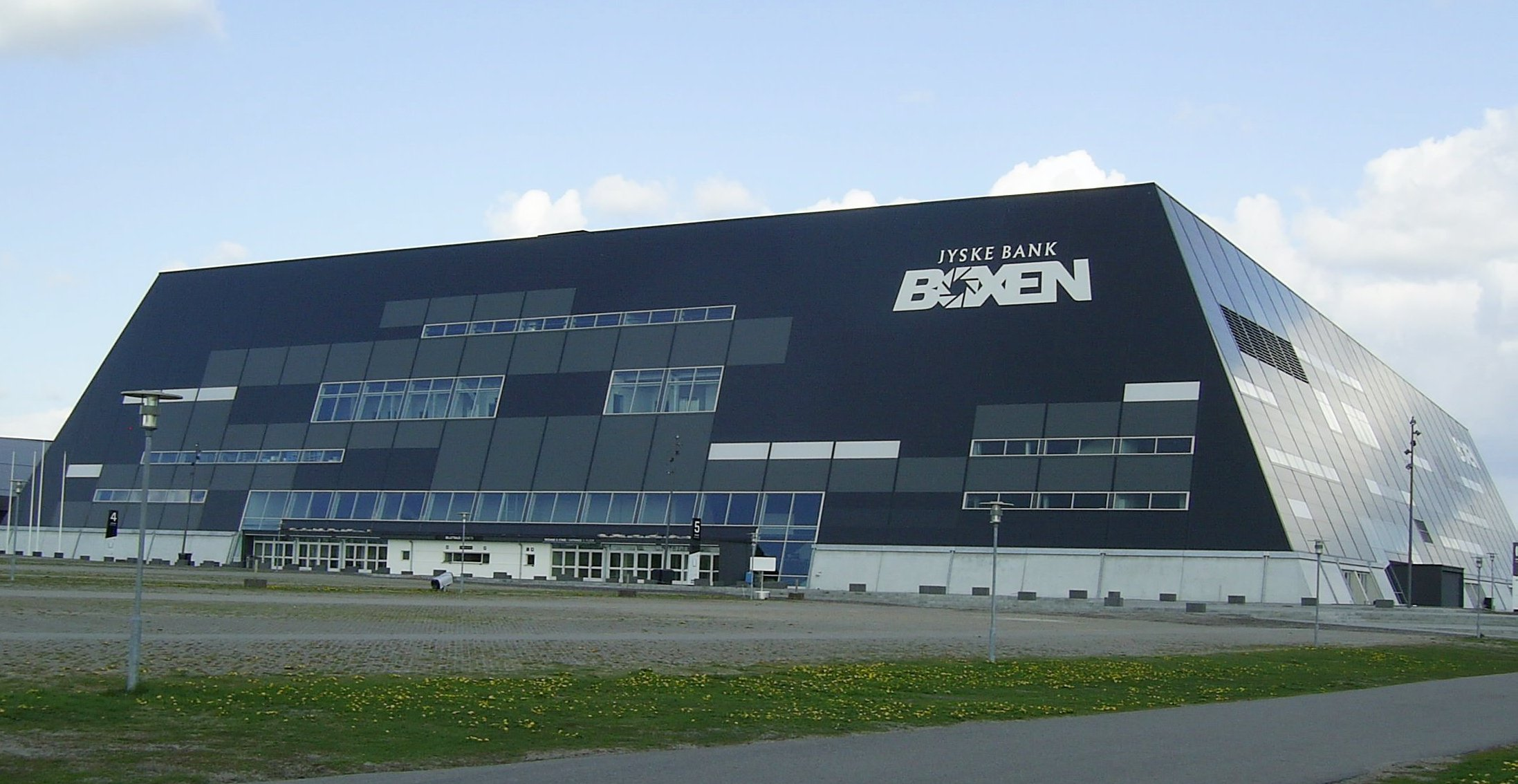
Jyske Bank Boxen in Herning
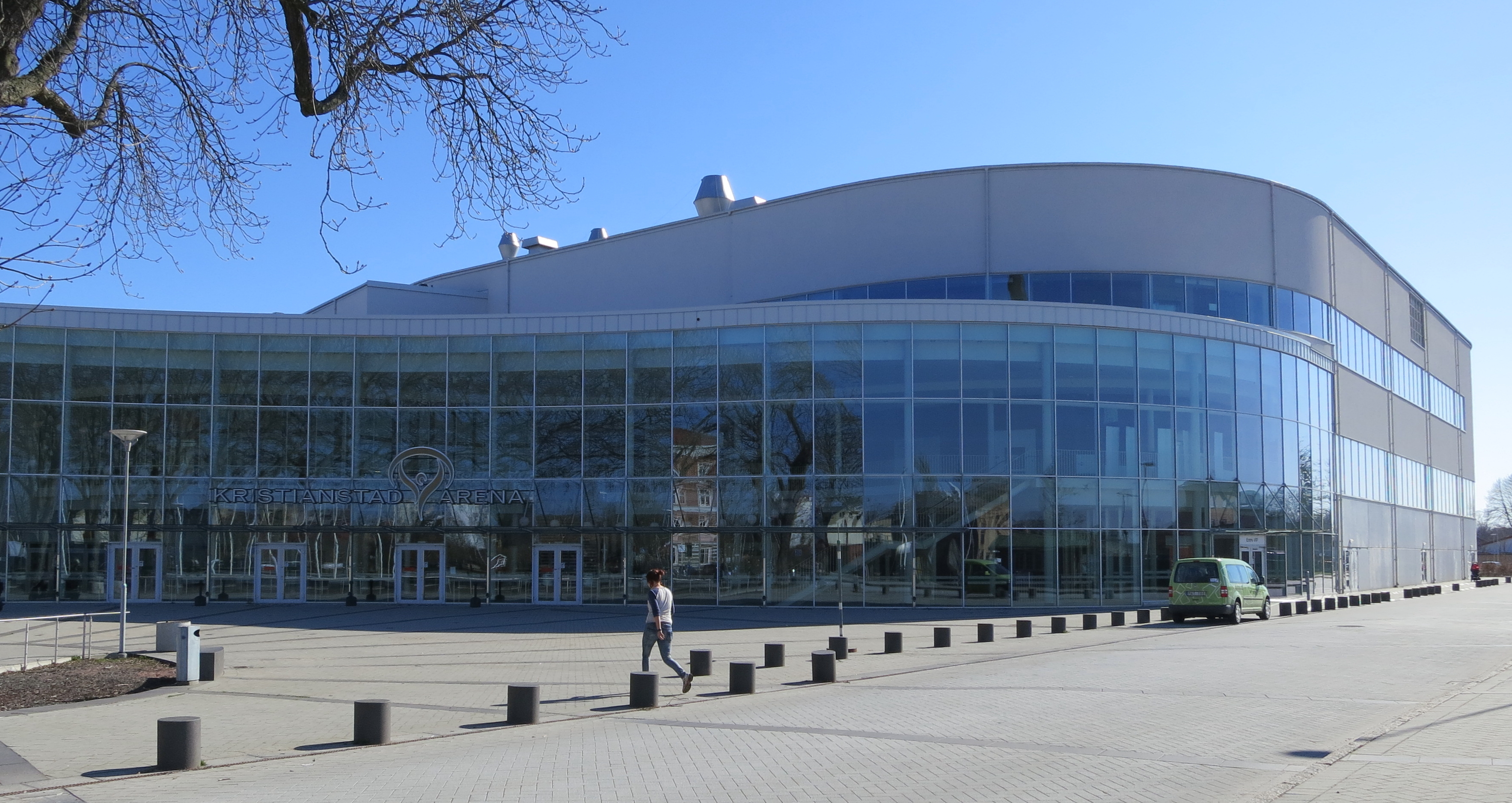
Kristianstad Arena in Kristianstad
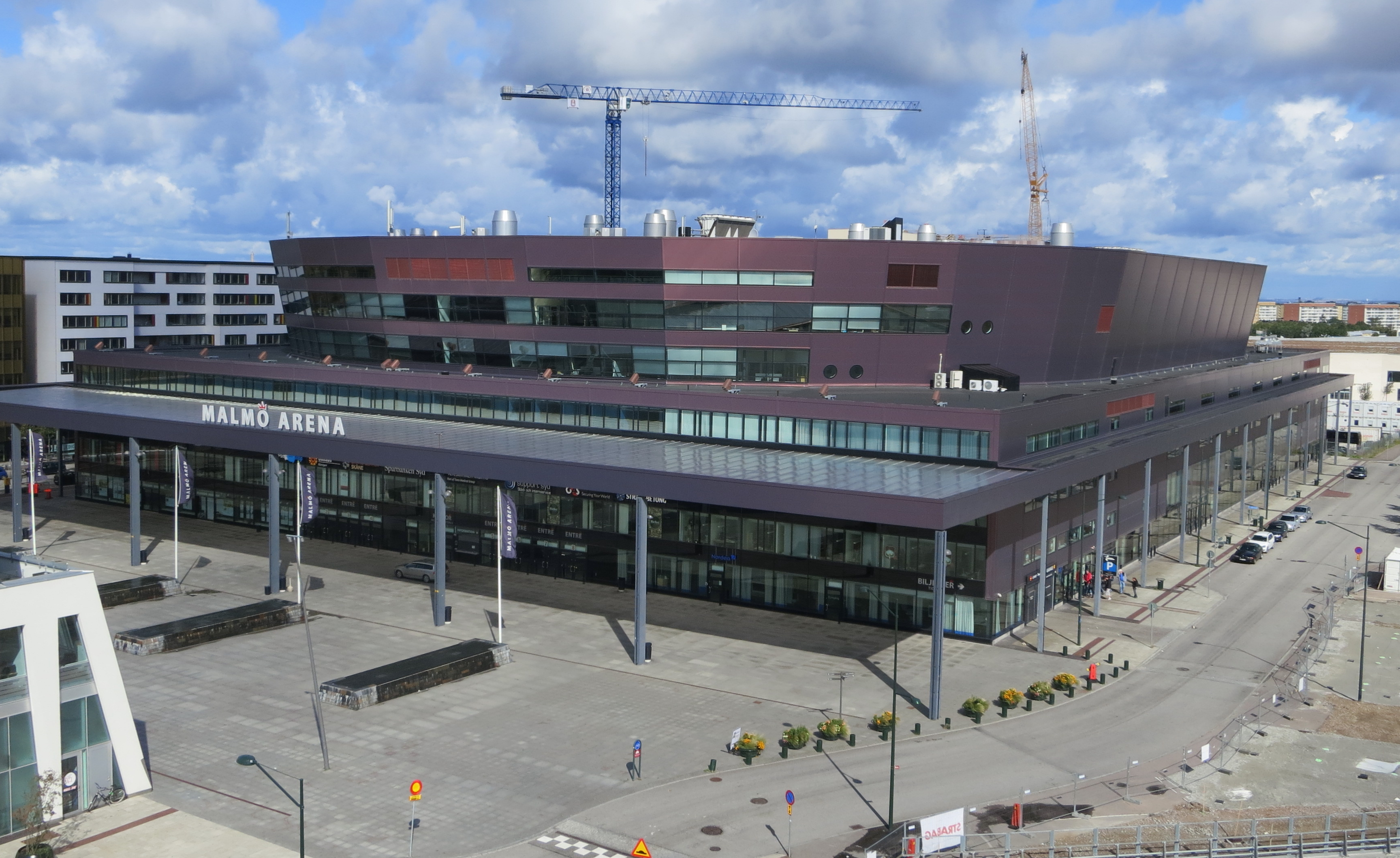
Malmö Arena in Malmö

## Teilnehmende Nationen
- Die Verbände der drei Co-Veranstalter Dänemark, Schweden und Norwegen sind automatisch für die Europameisterschaft 2026 qualifiziert.[5]
- Frankreich ist als Europameister 2024 qualifiziert.
- in den Qualifikationsspielen wurden bis Mai 2025 die restlichen 20 Teams zur Teilnahme am Turnier ermittelt. Dabei qualifizierten sich Slowenien, Island, Kroatien, Portugal, Ungarn, Tschechien, Deutschland, Georgien, Spanien, Färöer, Niederlande, Montenegro, Nordmazedonien, Serbien, Österreich, Polen, Rumänien, Italien, Schweiz und Ukraine.

## Gruppenauslosung
Im September 2024 gab die Europäische Handballföderation die sechs für die Gruppenauslosung der Vorrunde gesetzten Mannschaften bekannt. Demnach wird Dänemark in Gruppe B in Herning, Norwegen in Gruppe C in Oslo und Schweden in Gruppe E in Malmö spielen. Drei weitere Mannschaften sind, ebenfalls schon für eine Vorrundengruppe gesetzt: Deutschland in Gruppe A in Herning, Färöer in Gruppe D in Oslo und Island in Gruppe F in Kristianstad. Diese Zuordnung erfolgte im Interesse der Zuschauer vor Ort. Diese Teams mussten sich zunächst qualifizieren.
Am 15. Mai 2025 wurden in Herning die Gruppen ausgelost. Die 24 Mannschaften wurden entsprechend der Qualifikationsergebnisse und dem Ranking bei der vorhergehenden Europameisterschaft 2024 in vier Lostöpfe aufgeteilt. In Topf 1 waren Frankreich, Dänemark, Schweden, Deutschland, Ungarn und Slowenien. In Topf 2 befinden sich die Teams aus Portugal, Norwegen, Island, Kroatien, Spanien und Färöer. Topf 3 enthielt die Lose Österreich, Niederlande, Montenegro, Tschechien, Polen und Nordmazedonien. Im Topf 4 waren Georgien, Serbien, Schweiz, Rumänien, Ukraine und Italien. Zu den schon seit September 2024 gesetzten Mannschaften wurden zunächst drei Teams aus Topf 2 in die zweite Reihe zugelost, dann drei Teams aus Topf 1 in die erste Reihe, anschließend die sechs Teams aus Topf 4 in die vierte Reihe und am Ende noch die sechs Teams aus Topf 3 in die dritte Reihe der Gruppen A bis F.
| Gruppe A (in Herning) | Gruppe B (in Herning) | Gruppe C (in Oslo) | Gruppe D (in Oslo) | Gruppe E (in Malmö) | Gruppe F (in Kristianstad) |
| --------------------- | --------------------- | ------------------ | ------------------ | ------------------- | -------------------------- |
| Deutschland (gesetzt) | Dänemark (gesetzt)    | Frankreich         | Slowenien          | Schweden (gesetzt)  | Ungarn                     |
| Spanien               | Portugal              | Norwegen (gesetzt) | Färöer (gesetzt)   | Kroatien            | Island (gesetzt)           |
| Österreich            | Nordmazedonien        | Tschechien         | Montenegro         | Niederlande         | Polen                      |
| Serbien               | Rumänien              | Ukraine            | Schweiz            | Georgien            | Italien                    |

## Turnierverlauf
In der Vorrunde des Turniers treten die 24 Mannschaften in sechs Gruppen zu je vier Teams an. Nach Spielen jeder gegen jeden sind die Teams auf den Plätzen 1 und 2 der Vorrundengruppen für die Hauptrunde qualifiziert. In der in zwei Gruppen mit je sechs Mannschaften auszutragenden Hauptrunde qualifizieren sich die Teams auf den Plätzen 1 und 2 für das Halbfinalspiel, die Teams auf den Plätzen 3 der beiden Hauptrundengruppen für das Spiel um Platz 5. Die Gewinner der beiden Halbfinalspiele spielen anschließend im Finale gegeneinander um den Gewinn der Europameisterschaft 2026, die Verlierer um den Platz 3 des Turniers.

### Vorrunde
In der Vorrunde spielen je vier Mannschaften in insgesamt sechs Gruppen jeder gegen jeden. Die Teams auf den Plätzen 1 und 2 am Ende der Vorrunde sind für die Hauptrunde qualifiziert. Die Spiele werden vom 15. bis 21. Januar 2026 in Herning, Oslo, Malmö und Kristianstad ausgetragen.

#### Gruppe A
Die Spiele der Vorrundengruppe A finden vom 15. bis 19. Januar 2026 in Herning statt.
| Pl.                 | Land        | Sp. | S | U | N | Tore  | Diff. | Punkte |
| ------------------- | ----------- | --- | - | - | - | ----- | ----- | ------ |
| 1.                  | Deutschland | 0   | 0 | 0 | 0 | 00:00 | ±0    | 0      |
| 2.                  | Spanien     | 0   | 0 | 0 | 0 | 00:00 | ±0    | 0      |
| 3.                  | Österreich  | 0   | 0 | 0 | 0 | 00:00 | ±0    | 0      |
| 4.                  | Serbien     | 0   | 0 | 0 | 0 | 00:00 | ±0    | 0      |
| Stand: 15. Mai 2025 |             |     |   |   |   |       |       |        |

#### Gruppe B
Die Spiele der Vorrundengruppe B finden vom 16. bis 20. Januar 2026 in Herning statt.
| Pl.                 | Land           | Sp. | S | U | N | Tore  | Diff. | Punkte |
| ------------------- | -------------- | --- | - | - | - | ----- | ----- | ------ |
| 1.                  | Dänemark       | 0   | 0 | 0 | 0 | 00:00 | ±0    | 0      |
| 2.                  | Portugal       | 0   | 0 | 0 | 0 | 00:00 | ±0    | 0      |
| 3.                  | Nordmazedonien | 0   | 0 | 0 | 0 | 00:00 | ±0    | 0      |
| 4.                  | Rumänien       | 0   | 0 | 0 | 0 | 00:00 | ±0    | 0      |
| Stand: 15. Mai 2025 |                |     |   |   |   |       |       |        |

#### Gruppe C
Die Spiele der Vorrundengruppe C finden vom 15. bis 19. Januar 2026 in Oslo statt.
| Pl.                 | Land       | Sp. | S | U | N | Tore  | Diff. | Punkte |
| ------------------- | ---------- | --- | - | - | - | ----- | ----- | ------ |
| 1.                  | Frankreich | 0   | 0 | 0 | 0 | 00:00 | ±0    | 0      |
| 2.                  | Norwegen   | 0   | 0 | 0 | 0 | 00:00 | ±0    | 0      |
| 3.                  | Tschechien | 0   | 0 | 0 | 0 | 00:00 | ±0    | 0      |
| 4.                  | Ukraine    | 0   | 0 | 0 | 0 | 00:00 | ±0    | 0      |
| Stand: 15. Mai 2025 |            |     |   |   |   |       |       |        |

#### Gruppe D
Die Spiele der Vorrundengruppe D finden vom 16. bis 20. Januar 2026 in Oslo statt.
| Pl.                 | Land       | Sp. | S | U | N | Tore  | Diff. | Punkte |
| ------------------- | ---------- | --- | - | - | - | ----- | ----- | ------ |
| 1.                  | Slowenien  | 0   | 0 | 0 | 0 | 00:00 | ±0    | 0      |
| 2.                  | Färöer     | 0   | 0 | 0 | 0 | 00:00 | ±0    | 0      |
| 3.                  | Montenegro | 0   | 0 | 0 | 0 | 00:00 | ±0    | 0      |
| 4.                  | Schweiz    | 0   | 0 | 0 | 0 | 00:00 | ±0    | 0      |
| Stand: 15. Mai 2025 |            |     |   |   |   |       |       |        |

#### Gruppe E
Die Spiele der Vorrundengruppe E finden vom 17. bis 21. Januar 2026 in Malmö statt.
| Pl.                 | Land        | Sp. | S | U | N | Tore  | Diff. | Punkte |
| ------------------- | ----------- | --- | - | - | - | ----- | ----- | ------ |
| 1.                  | Schweden    | 0   | 0 | 0 | 0 | 00:00 | ±0    | 0      |
| 2.                  | Kroatien    | 0   | 0 | 0 | 0 | 00:00 | ±0    | 0      |
| 3.                  | Niederlande | 0   | 0 | 0 | 0 | 00:00 | ±0    | 0      |
| 4.                  | Georgien    | 0   | 0 | 0 | 0 | 00:00 | ±0    | 0      |
| Stand: 15. Mai 2025 |             |     |   |   |   |       |       |        |

#### Gruppe F
Die Spiele der Vorrundengruppe F finden vom 16. bis 20. Januar 2026 in Kristianstad statt.
| Pl.                 | Land    | Sp. | S | U | N | Tore  | Diff. | Punkte |
| ------------------- | ------- | --- | - | - | - | ----- | ----- | ------ |
| 1.                  | Ungarn  | 0   | 0 | 0 | 0 | 00:00 | ±0    | 0      |
| 2.                  | Island  | 0   | 0 | 0 | 0 | 00:00 | ±0    | 0      |
| 3.                  | Polen   | 0   | 0 | 0 | 0 | 00:00 | ±0    | 0      |
| 4.                  | Italien | 0   | 0 | 0 | 0 | 00:00 | ±0    | 0      |
| Stand: 15. Mai 2025 |         |     |   |   |   |       |       |        |

### Hauptrunde
In der Hauptrunde spielen die Mannschaften, die in der Vorrundengruppen die Plätze 1 bis 2 belegt haben. Die in der Vorrunde gegeneinander erzielten Ergebnisse werden in die Hauptrunde mit übernommen. Die Spiele der Hauptrunde werden vom 22. bis 28. Januar 2026 in Herning und in Malmö ausgetragen.

#### Gruppe 1
Die Spiele der Hauptrundengruppe 1 finden vom 22. bis 28. Januar 2026 in Herning statt.
| Pl. | Land                 | Sp. | S | U | N | Tore  | Diff. | Punkte |
| --- | -------------------- | --- | - | - | - | ----- | ----- | ------ |
| 1.  | 1. Vorrundengruppe A | 0   | 0 | 0 | 0 | 00:00 | ±0    | 0      |
| 2.  | 2. Vorrundengruppe A | 0   | 0 | 0 | 0 | 00:00 | ±0    | 0      |
| 3.  | 1. Vorrundengruppe B | 0   | 0 | 0 | 0 | 00:00 | ±0    | 0      |
| 4.  | 2. Vorrundengruppe B | 0   | 0 | 0 | 0 | 00:00 | ±0    | 0      |
| 5.  | 1. Vorrundengruppe C | 0   | 0 | 0 | 0 | 00:00 | ±0    | 0      |
| 6.  | 2. Vorrundengruppe C | 0   | 0 | 0 | 0 | 00:00 | ±0    | 0      |

#### Gruppe 2
Die Spiele der Hauptrundengruppe 2 finden vom 23. bis 28. Januar 2026 in Malmö statt.
| Pl. | Land                 | Sp. | S | U | N | Tore  | Diff. | Punkte |
| --- | -------------------- | --- | - | - | - | ----- | ----- | ------ |
| 1.  | 1. Vorrundengruppe D | 0   | 0 | 0 | 0 | 00:00 | ±0    | 0      |
| 2.  | 2. Vorrundengruppe D | 0   | 0 | 0 | 0 | 00:00 | ±0    | 0      |
| 3.  | 1. Vorrundengruppe E | 0   | 0 | 0 | 0 | 00:00 | ±0    | 0      |
| 4.  | 2. Vorrundengruppe E | 0   | 0 | 0 | 0 | 00:00 | ±0    | 0      |
| 5.  | 1. Vorrundengruppe F | 0   | 0 | 0 | 0 | 00:00 | ±0    | 0      |
| 6.  | 2. Vorrundengruppe F | 0   | 0 | 0 | 0 | 00:00 | ±0    | 0      |

### Finalrunde
In den in Herning auszutragenden Finalspielen treten die Mannschaften, die in den beiden Hauptrundengruppen die Plätze 3 belegt haben, im Spiel um Platz 5 gegeneinander an.

#### Spiel um Platz 5
Im Spiel um Platz 5 stehen sich am 30. Januar 2026 die Teams gegenüber, die in den beiden Hauptrundengruppen die dritten Plätze erreicht hatten.
| 30. Januar 2026 | 3. der Hauptrundengruppe 1 |  | 3. der Hauptrundengruppe 2 | Jyske Bank Boxen in Herning |
| 30. Januar 2026 |                            |  |                            | Jyske Bank Boxen in Herning |
| 30. Januar 2026 |                            |  |                            | Jyske Bank Boxen in Herning |

#### Halbfinale
In den beiden Halbfinalspielen stehen sich am 30. Januar 2026 die Teams gegenüber, die in den beiden Hauptrundengruppen die ersten und zweiten Plätze erreicht hatten. Die Gewinner ziehen in das Finalspiel ein, die Verlierer in das Spiel um Platz 3.
| 30. Januar 2026 | 1. der Hauptrundengruppe 1 |  | 2. der Hauptrundengruppe 2 | Jyske Bank Boxen in Herning |
| 30. Januar 2026 |                            |  |                            | Jyske Bank Boxen in Herning |
| 30. Januar 2026 |                            |  |                            | Jyske Bank Boxen in Herning |

| 30. Januar 2026 | 2. der Hauptrundengruppe 1 |  | 1. der Hauptrundengruppe 2 | Jyske Bank Boxen in Herning |
| 30. Januar 2026 |                            |  |                            | Jyske Bank Boxen in Herning |
| 30. Januar 2026 |                            |  |                            | Jyske Bank Boxen in Herning |

#### Spiel um Platz 3
Im Spiel um Platz 3 treten am 1. Februar 2026 die Verlierer der beiden Halbfinalspiele gegeneinander an.
| 1. Februar 2026 | Verlierer Halbfinalspiel 1 |  | Verlierer Halbfianlspiel 2 | Jyske Bank Boxen in Herning |
| 1. Februar 2026 |                            |  |                            | Jyske Bank Boxen in Herning |
| 1. Februar 2026 |                            |  |                            | Jyske Bank Boxen in Herning |

#### Finale
Im Finale der Europameisterschaft stehen sich am 1. Februar 2026 die Gewinner der beiden Halbfinalspiele gegenüber. Der Sieger diese Spiels ist der Europameister 2026.
| 1. Februar 2026 | Gewinner Halbfinalspiel 1 |  | Gewinner Halbfinalspiel 2 | Jyske Bank Boxen in Herning |
| 1. Februar 2026 |                           |  |                           | Jyske Bank Boxen in Herning |
| 1. Februar 2026 |                           |  |                           | Jyske Bank Boxen in Herning |